# Kunstverlag H. C. Schmiedicke
Der Kunstverlag H. C. Schmiedicke war ein Verlag in Markkleeberg und Leipzig von 1946 bis 1994.

## Geschichte
Am 17. Dezember 1945 gründete der Antiquar Hans Carl Schmiedicke ein Werbebüro in Markkleeberg bei Leipzig. 1946 erhielt er die Genehmigung, dort einen kleinen Kunstverlag zu betreiben. Er gab zunächst kolorierte Stiche und Bildbände mit Plastiken heraus, später folgten Bildkalender, Ansichtskarten und einige Kinderbücher. Der Verlagssitz wurde bald nach Leipzig in die Talstraße verlegt. Nach seinem Tod pachtete die VOB Union der DDR-CDU den Verlag und kaufte ihn 1966. Seitdem wurden dort vor allem Bildbände zu Architektur und Plastiken, unter anderem mit einem Schwerpunkt auf Kirchenbauten, herausgegeben.
1990 wurde der Verlag mit der VOB Union in eine GmbH umgewandelt. 1991 wurden diese von der Frankfurter Allgemeinen Zeitung gekauft. 1994 wurde der Kunstverlag H. C. Schmiedicke dem Verlag Koehler & Amelang angeschlossen. Er stellte seine eigene Produktion ein, die Rechte gingen auf die Nachfolger über.